# Powiat Żarski
Der Powiat Żarski ist ein Powiat (Kreis) in der polnischen Woiwodschaft Lebus mit der Kreisstadt Żary (Sorau). Er liegt an der Grenze zu Deutschland zwischen der Lausitzer Neiße und dem Bober. Der Powiat hat eine Fläche von 1394 km², auf der etwa 98.000 Einwohner leben, und gehört der Euroregion Neiße an.

## Wappen
Beschreibung: In Rot und Silber schrägrechts geteilt; oben ein silberner Pfeil von zwei sechszackigen silbernen Sternen begleitet und unten in Gold eine fünfendige rote Hirschstange mit Grind.

## Geschichte
Der Powiat wurde mit der Reduzierung der Woiwodschaften und der Wiedereinführung der Powiate am 1. Januar 1999 gebildet. Sein Gebiet entspricht teilweise dem des preußischen Kreises Sorau (1818–1945).

## Gemeinden
Der Powiat Żarski umfasst zwei Stadtgemeinden, drei Stadt-und-Land-Gemeinden, deren gleichnamige Hauptorte das Stadtrecht besitzen, sowie fünf Landgemeinden:

### Stadtgemeinden
- Łęknica (Lugknitz) (2.605)
- Żary (Sorau) (38.801)

### Stadt-und-Land-Gemeinden
- Brody (Pförten) (3.482)
- Jasień (Gassen) (7.216)
- Lubsko (Sommerfeld) (19.332)

### Landgemeinden
- Lipinki Łużyckie (Linderode) (3.232)
- Przewóz (Priebus) (3.261)
- Trzebiel (Triebel) (5.731)
- Tuplice (Teuplitz) (3.251)
- Żary (11.649)

(Einwohner am 30. Juni 2008)